# Ямагути, Мисаки
Мисаки Ямагути (яп. 金藤 理絵 Ямагути Мисаки, род. 20 января 1990 года) — японская пловчиха, призёрка Азиатских игр.
Родилась в 1990 году в городе Исахая префектуры Нагасаки. В 2008 году приняла участие в Олимпийских игр в Пекине, но там заняла лишь 7-е и 9-е места в эстафетах вольным стилем. В 2009 году стала серебряной призёркой Универсиады. В 2014 году стала бронзовой призёркой Транскихоокеанского чемпионата и серебряной призёркой Азиатских игр.